# Ein Volksfeind (1937)
Ein Volksfeind ist ein deutsches Filmdrama von 1937, das unter der Regie von Hans Steinhoff entstand. Die Hauptrollen sind besetzt mit Heinrich George, Franziska Kinz, Herbert Hübner und Carsta Löck. Das Drehbuch geht zurück auf Henrik Ibsens gesellschaftskritisches gleichnamiges Drama (Originaltitel: En Folkefiende).

## Handlung
Dr. med. Hans Stockmann ist Arzt mit einer eigenen Praxis in einer kleinen Stadt. Als sein ehrgeiziger Bruder in dem Kurort Trimburg Bürgermeister wird, folgt er dessen Ruf nur widerstrebend, dort als Badearzt zu fungieren. Die sanitären Anlagen dort missfallen dem Arzt sehr, er verlangt, dass sie saniert werden. Das Wasser, das den Gästen des Badeortes als Heilwasser präsentiert wird, stellt sich bei einer Überprüfung als stark belastet heraus, was ganz wesentlich auf die Abwässer der Gerberei zurückzuführen ist, die der reichste Mann des Städtchens betreibt. Dank der Heilquelle ist Trimburg jedoch erst zu einem wohlhabenden Kurort geworden. Nicht nur die maßgeblichen Entscheidungsträger, sondern auch Stockmanns Bruder stellt sich gegen den Arzt. Sie sehen den Kurstatus von Trimburg gefährdet und damit auch die Geldquelle, die ihr Konto reichlich hat anschwellen lassen. Die Anfeindungen, denen der Badearzt plötzlich ausgesetzt ist, eskalieren zunehmend. 
In einem öffentlichen Vortrag, in dem Stockmann die Tatsachen offenbart und das Nichtstun der Verantwortlichen anprangert, stellt sich jedoch heraus, dass eine große Mehrheit davon nichts wissen will und sich gegen ihn wendet, ja, ihn gar zum Volksfeind erklärt. Resigniert fasst Stockmann den Entschluss mit seiner Familie an seine einstige Wirkungsstätte in der Kleinstadt zurückzukehren, als der zuständige Minister eingreift, der Kenntnis von den Vorfällen erhalten hat, und sich auf Stockmanns Seite schlägt. Das hat zur Folge, dass der „Volksfeind“, den man in ihm gesehen hatte, voll und ganz rehabilitiert ist. Plötzlich steht die Mehrheit des Ortes hinter ihm und zeigt damit, wie wankelmütig der Einzelne ist. Stockmanns Reformvorschläge werden verwirklicht. 

## Produktionsnotizen
Produktionsfirma war die F.D.F. Fabrikation deutscher Filme GmbH (Berlin). Die Produktionsleitung lag bei Hans von Wolzogen und Otto Lehmann, die Aufnahmeleitung bei Wolfgang Schubert. Die Dreharbeiten fanden in den Monaten Juli/August  1937 in Glücksburg und der Flensburger Förde statt. Die Filmbauten stammen von Hermann Warm und Carl Haacker. Den Erstverleih des Films übernahm die Terra Filmkunst GmbH (Berlin). 
Ein Volksfeind wurde am 15. März 1983 von der Zensur unter der Nummer 53761 einer FSK-Prüfung unterzogen und ab sechs Jahren freigegeben.
Weitere Verfilmungen siehe → Ein Volksfeind – Verfilmungen

## Unterschied zur literarischen Vorlage
Henrik Ibsens gesellschaftskritisches Drama stammt aus dem Jahr 1882 und wurde von dem Autor als Antwort auf die Kritik an zwei anderen seiner Dramen geschrieben. Im Gegensatz zur Vorlage haben Ebermayer und Steinhoff den Stoff in die Zeit verlegt, als die Weimarer Republik endete und die Nationalsozialistische Deutsche Arbeiterpartei unter Adolf Hitler an die Macht gelangte. Inhalt des naturalistischen Schauspiels wie auch des Films ist der Konflikt, in den ein Badearzt gerät, als die Honoratioren der kleinen Kurstadt ihr scheinheiliges und korruptes Vorgehen verteidigen und stattdessen den Badearzt als Volksfeind diffamieren. In der Originalvorlage spielt das Stück in einer Küstenstadt im südlichen Norwegen. Der Arzt trägt den Vornamen Thomas und nicht Hans, wie im Film. Seine Frau heißt Kathrine (Käte) und nicht Johanna. Seine Tochter heißt Petra, wie auch im Film, und ist Lehrerin. Seine Söhne tragen im Schauspiel die Namen Eilif (13 Jahre) und Morten (10 Jahre) und nicht Walter und Frederik wie im Film. In Ibsens Stück, in dem Thomas Stockmann zeitweilig erwägt, nach Amerika auszuwandern und nicht, wie im Film, zurück an seine ehemalige Wirkungsstätte gehen will, beschließt er, gegen alle Widrigkeiten gerade jetzt zu bleiben, um seine Söhne mit Hilfe seiner Tochter zu freien und vornehmen Männern zu erziehen und auch weiteren Kindern diesen Unterricht zukommen zu lassen, damit Freidenker heranwachsen. Stockmann ist sich mit seiner Familie einig, dass man sich der herrschenden Gesellschaftsschicht nicht beugen wird. Für ihn steht es fest, dass der stärkste Mann auf der Welt der ist, der allein steht.  Er wird in dem Kurort bleiben und für Wahrheit und Freiheit kämpfen. Im Film hingegen wendet sich alles im Sinne Stockmanns durch das Eingreifen des zuständigen Ministers, als der Staat sich von der Weimarer Republik unter der neuen Führung in einen nationalsozialistischen verwandelt hat.

## Filmstart
In Deutschland startete der Film am 26. Oktober 1937. Die Berliner Erstaufführung war am 15. November 1937 im Capitol. 
- Titel Österreich: Ein Volksfeind, Langtitel Ein Volksfeind – Das Geheimnis eines Arztes
- Titel Frankreich: Un ennemi du peuple
- Titel Polen: Wróg ludu
- Weltweiter Titel (englisch): An Enemy of the People

Der Film ist auch auf DVD erschienen.

## Kritik
Bei filmportal.de ist zu lesen: „NS-Film, der Ibsens Vorlage ideologisch ‚zurechtbiegt‘.“
Berlinien.de befand, dass der Film „dramatisch, traurig und tragisch“ gleichzeitig sei.
Karlheinz Wendtland sprach von einer „Verfälschung des 1882 von Henrik Ibsen geschriebenen Schauspiels“ insofern, „als Regisseur Steinhoff den Stoff in die Zeit der Weimarer Republik verlegt und das Einschreiten des Staates erst nach der NS-Machtergreifung folgen läßt“. Weiter führte Wendtland aus, dass der Film, obwohl er „von den Alliierten verboten“ worden sei, eine „Freigabe durch die FSK“ erhalten habe. Eine Maßnahme, die „grundsätzlich gerechtfertigt“ erscheine, „jedoch gewisse Vorbehalte gegen den Film [offen lasse]“.